# Handil Jaya
Handil Jaya is een bestuurslaag in het regentschap Jambi van de provincie Jambi, Indonesië. Handil Jaya telt 8480 inwoners (volkstelling 2010).